# Räuber der Nordsee
Räuber der Nordsee (Original: „Raiders of the North Sea“) ist ein Brettspiel des neuseeländischen Spieleautors Shem Phillips aus dem Jahr 2016 für bis zu fünf Personen. Das Spiel erschien zuerst bei Phillips’ eigenem Verlag Garphill Games in Neuseeland, in Deutschland wird es über den Schwerkraft-Verlag vertrieben.
2017 war Räuber der Nordsee eines von drei nominierten Spielen des Jurypreises Kennerspiel des Jahres und erhielt beim Deutschen Spielepreis den 6. Platz, zudem wurde es bei den Mensa Select Games 2018 gelistet und gewann 2019 den Niederländischen Spielepreis.

## Thema und Ausstattung
Das Spiel ist ein Worker-Placement-Spiel, bei dem die Mitspieler jeweils die Rolle eines Wikingerclans übernehmen und von ihrer Ansiedlung aus Siedlungen, Klöster und Festungen überfallen und dort Beute machen, die sie erneut investieren oder ihrem Häuptling darbringen können. Mit Hilfe ihrer Wikinger-Figuren können sie Ressourcen ansammeln und sie investieren, um mit den Dorfbewohnern ihre Schiffsmannschaft zu verbessern und stärker zu werden. Zudem erlangen sie Ruhm und Ehre in den Schlachten. Dabei sammeln sie Siegpunkte, und Sieger des Spiels ist, wer am Ende des Spiels die meisten Siegpunkte hat.
Das Spielmaterial besteht neben der Spieleanleitung aus:
- ein Spielbrett,
- 16 Darbringungsplättchen,
- 12 Siegpunkte-Marker,
- 18 Walküren,
- 18 Goldmarker,
- 32 Silbermarker,
- 18 Eisenmarker,
- 26 Viehmarker,
- 32 Proviantmarker,
- sieben Schwarze Arbeiter,
- 11 Graue Arbeiter,
- 12 Weiße Arbeiter,
- zwei sechsseitige Spielwürfel,
- vier Schiffskarten,
- 71 Dorfbewohnerkarten und
- einen Stoffbeutel

Auf dem Spielbrett sind drei Bereiche vorhanden. Im unteren Drittel befindet sich die Wikingersiedlung mit den Gebäuden, die die Spieler zum Aufbau ihrer Mannschaften und zum Sammeln der Ressourcen nutzen. Im oberen Drittel befindet sich eine weitere Landfläche, auf der sich die Siedlungen, Klöster und Festungen befinden, die von den Wikingern überfallen und geplündert werden. Beide Landflächen werden durch einen Meeresstreifen voneinander getrennt.

## Spielweise

### Spielvorbereitung
Zu Beginn des Spiels wird das Spielbrett in der Tischmitte platziert und vorbereitet. Die Karten mit den Dorfbewohnern werden gemischt und als verdeckter Kartenstapel neben das Spielbrett gelegt. Die Darbringungsplättchen werden gemischt und ebenfalls als verdeckter Stapel bereitgelegt, danach werden die obersten drei Plättchen aufgedeckt rechts vom Langhaus offen ausgelegt. Die Walküren und die Beute in Form von Gold, Eisen und Vieh werden in den Stoffbeutel gefüllt, danach werden nach und nach Beutesteine aus dem Beutel gezogen und auf die Beutefelder des Spielplans verteilt. Die restlichen Beutesteine werden neben das Spielfeld als Vorrat gelegt. Ebenfalls in den Vorrat kommen die Silber- und Proviantmarker sowie die beiden Würfel. Die grauen und weißen Arbeiterfiguren werden ebenfalls auf die passenden Beutefelder verteilt. Drei schwarze Arbeiter kommen in das Dorf und werden dort auf das Torhaus, die Ratshalle und die Schatzkammer gestellt.
Jeder Spieler bekommt eine schwarze Arbeiterfigur, zwei Silbermünzen und eine Schiffskarte in seiner Wahlfarbe. Danach legt jeder Spieler jeweils einen Marker in seiner Spielerfarbe auf die Startfelder der Zählleisten für Rüstungen, Walküren und Siegpunkte. Jeder Spieler zieht dann fünf Karten vom Dorfbewohner-Stapel und wählt drei der Karten aus, die er auf die Hand nimmt. Zuletzt wird ein Startspieler bestimmt.

### Spielgeschehen
Das Spiel wird im Uhrzeigersinn gespielt und die Spieler führen in ihrem Zug jeweils zwei Aktionen durch. Dabei setzen sie jeweils einen Arbeiter auf einer Aktionsmöglichkeit ein und führen dessen Aktion aus und nehmen dann einen an anderer Stelle bereits auf dem Spielplan befindlichen Arbeiter und führen auch dessen Aktion aus. Prinzipiell gibt es zwei Typen von Aktionen: Arbeiten und Plündern.
Beim Arbeiten werden Aktionen in der Siedlung genutzt. Dabei kann ein Arbeiter jeweils eine Aktion in einem der Häuser auswählen und durch den Einsatz seines Arbeiters oder durch das Entfernen eines Arbeiters auslösen. Dabei können die Spieler im Dorf ihre Vorräte auffüllen und ihre Mannschaften zusammenstellen. Dabei gibt es acht Gebäude mit unterschiedlichen Aktionen:
| Gebäude        | Aktion |
| -------------- | --- |
| Torhaus        | Der Spieler zieht zwei Karten vom Dorfbewohnerstapel und fügt sie seinen Handkarten zu. Am Ende seines Spielzugs darf er maximal acht Karten auf der Hand haben und wirft überzählige Karten ab.                                                               |
| Ratshalle      | Der Spieler spielt eine Karte aus und nutzt deren Ratshallenaktion, die in der unteren rechten Ecke der Karte dargestellt ist. |
| Schatzkammer   | Der Spieler wirft eine Handkarte ab und erhält 2 Silbermünzen oder er wirft zwei Handkarten ab und erhält ein Gold aus dem allgemeinen Vorrat. |
| Baracke        | Der Spieler wählt eine seiner Handkarten aus und heuert den Dorfbewohner für seine Mannschaft an, indem er die Kosten dafür bezahlt. Das neue Mitglied der Mannschaft legt er offen vor sich aus, dabei darf er nie mehr als fünf Mannschaftsmitglieder haben. |
| Rüstkammer     | In der Rüstkammer erhält der Spieler 2 Rüstungen für ein Eisen oder eine Rüstung für zwei Silber. Dabei setzt er seinen Marker entsprechend vorwärts, maximal darf er 10 Rüstung haben.                                                                        |
| Mühle          | Der Spieler bekommt Proviant oder Gold entsprechend der Farbe des genutzten Arbeiters. |
| Silberschmiede | Der Spieler bekommt Silber entsprechend der Farbe des genutzten Arbeiters. |
| Langhaus       | Der Spieler kann ein Vieh für zwei Proviant eintauschen oder für Beute und Silber eines der ausliegenden Darbringungsplättchen erwerben. |

Entscheidet sich ein Spieler zum Plündern, platziert er seine Arbeiterfigur auf die Siedlung, die er plündern will. Dafür muss er neben der farblich passenden Arbeiterfigur die jeweils bei den Siedlungen angegebenen Bedingungen an die Anzahl seiner Mannschaftsmitglieder und verfügbarem Proviant und Gold erfüllen. Der Spieler platziert seinen Arbeiter auf dem entsprechenden Einsetzfeld, wo er bis zum Spielende bleibt, und zahlt den notwendigen Proviant und Gold an den Vorrat. Danach wirft er einen oder zwei Würfel entsprechend der Vorgabe und berechnet seine militärische Stärke aus dem Würfelwurf, den Angaben auf seinen Mannschaftsmitgliedern und seinem Rüstungswert. Danach rechnet er die erhaltenen Siegpunkte entsprechend der Siedlungsangaben ab und erhält die ausliegende Beute sowie die an der Siedlung platzierte neue Arbeiterfigur. Bekommt er über die Beute eine Walküre, steigt sein Walkürenwert, er muss jedoch dafür ein Mitglied seiner Mannschaft opfern. Jede Siedlung kann nur so oft überfallen werden, wie dort Beute ausliegt.

### Spielende und Wertung
Das Spiel kann auf drei Arten beendet werden. Es endet, wenn sich keine Walküren mehr auf dem Spielfeld befinden, der Stapel mit den Darbringungsplättchen verbraucht ist oder es nur noch ein Beutefeld in einer der Siedlungen zu erobern gibt. Tritt einer der Fälle ein, beendet der aktuelle Spieler seinen Spielzug und jeder andere Spieler kommt noch einmal an die Reihe.
Nach dem Ende des Spiels werden die Siegpunkte ermittelt. Dabei addiert der Spieler den Wert seiner Siegpunktleiste mit den Siegpunkten, die er durch die Walküren- und die Rüstungsleiste erhält, den Siegpunkten durch die Darbringungsplättchen, Siegpunkten durch besondere Mannschaftsmitglieder und Siegpunkte durch die noch vorhandene Beute (Gold, Eisen, Vieh). Gewinner des Spiels ist der Spieler mit den meisten Siegpunkten nach der Endabrechnung, bei einem Gleichstand gewinnt der Spieler mit dem höchsten Walkürenwert und bei einem erneuten Gleistand der mit dem höchsten Rüstungswert.

## Entwicklung und Rezeption
Das Spiel Räuber der Nordsee wurde von dem neuseeländischen Spieleautor Shem Phillips entwickelt und erschien 2016 in dessen Verlag Garphill Games. In Deutschland wird das Spiel über den Schwerkraft-Verlag vertrieben, daneben erschien es auf Französisch, Polnisch, Spanisch, Portugiesisch, Italienisch, Griechisch, Tschechisch, Chinesisch, Koreanisch, Russisch, Ukrainisch und Niederländisch.
2017 war Räuber der Nordsee neben Terraforming Mars und Exit – Das Spiel eines von drei nominierten Spielen des Jurypreises Kennerspiel des Jahres und erhielt beim Deutschen Spielepreis den 6. Platz, zudem wurde es bei den Mensa Select Games 2018 gelistet und gewann 2019 den Niederländischen Spielepreis. In der Begründung zur Nominierung zum Kennerspiel des Jahres schrieb die Jury:

„Wilde Krieger, fette Beutezüge und Ruhm in Walhall: ‚Räuber der Nordsee‘ entführt facettenreich in die harte Welt der Nordmänner. Bei der Spielmechanik konzentriert es sich aber auf ein besonders ausgeklügeltes System beim Einsetzen von farbigen Wikingern. Stark! Denn durch dieses erstklassige Worker Placement entwickeln sich schnelle und kurzweilige Partien, die logistische Planungen und Timing bei den Aktionen sowohl im Wikingerdorf als auch beim Plündern erfordern.“

## Erweiterungen und Folgespiele der Nordseesaga
In Ergänzung zum Grundspiel wurden mehrere Erweiterungen veröffentlicht:
- Räuber der Nordsee: Felder des Ruhms
- Räuber der Nordsee: Halle der Helden
- Räuber der Nordsee: Solovariante
- Jarl Erokssohn und Jarl Freyja – Bonuskarten
- Outsiders – Bonuskarten

Hinzu kommen besondere Spielmaterialien wie eine Spielmatte mit dem Spielfeld, Metallmünzen sowie eine Sammler-Box, in die das Grundspiel mit den Ergänzungen einsortiert werden kann.
Zudem erschienen in der Folge mehrere eigenständige Folgespiele, die im Rahmen der Nordseesaga erschienen sind:
- Runen der Nordsee-Saga
- Entdecker der Nordsee
- Schiffbauer der Nordsee

## Belege
1. 1 2 3 4 5 6 7  Spieleanleitung Räuber der Nordsee, Schwerkraft-Verlag 2016
2. ↑  Versionen von Räuber der Nordsee in der Spieledatenbank BoardGameGeek (englisch); abgerufen am 24. Oktober 2020.
3. 1 2  Räuber der Nordsee auf der Website des Spiel des Jahres e.V.; abgerufen am 24. Oktober 2020.
4. ↑  Sieger Deutscher SpielePreis 2017: Terraforming Mars, Icecool auf spielbox.de; abgerufen am 24. Oktober 2020.
5. ↑  Expertprijs 2019: winnaar, 8. November 2019; abgerufen am 24. Oktober 2020.